# Unité urbaine de la Bresse
L'unité urbaine de la Bresse est une unité urbaine française centrée sur les communes de La Bresse, Cornimont et Saulxures-sur-Moselotte dans le département des Vosges et la région Grand-Est.

## Données générales
En 2010, selon l'INSEE, l'unité urbaine était composée de quatorze communes.
En 2020, à la suite d'un nouveau zonage, elle est composée de quatre communes, les dix autres communes étant regroupées dans l'unité urbaine de Vagney.
En 2022, avec 10 360 habitants, elle représente la 6e unité urbaine du département des Vosges.
En 2022, sa densité de population s'élève à 67 hab/km2. Par sa superficie, elle représente 2,64 % du territoire départemental et, par sa population, elle regroupe 2,89 % de la population du département des Vosges.

## Composition selon la délimitation de 2020
Elle est composée des quatre communes suivantes :
| Nom                     | Code Insee | Département | Statut       | Superficie (km2) | Population (dernière pop. légale) | Densité (hab./km2) | Modifier                                    |
| ----------------------- | ---------- | ----------- | ------------ | ---------------- | --------------------------------- | ------------------ | ------------------------------------------- |
| La Bresse               | 88075      | Vosges      | ville-centre | 57,94            | 3 947 (2022)                      | 68                 | modifier les données · modifier les données |
| Cornimont               | 88116      | Vosges      | ville-centre | 40,23            | 3 037 (2022)                      | 75                 | modifier les données · modifier les données |
| Saulxures-sur-Moselotte | 88447      | Vosges      | ville-centre | 31,87            | 2 537 (2022)                      | 80                 | modifier les données · modifier les données |
| Ventron                 | 88500      | Vosges      | banlieue     | 24,97            | 839 (2022)                        | 34                 | modifier les données · modifier les données |

## Démographie
| 1968   | 1975   | 1982   | 1990   | 1999   | 2010   | 2015   | 2021   |
| ------ | ------ | ------ | ------ | ------ | ------ | ------ | ------ |
| 15 209 | 15 315 | 14 318 | 13 344 | 12 838 | 11 826 | 11 044 | 10 424 |